# NGC 3797
NGC 3797 – gwiazda o jasności obserwowanej ok. 14m, znajdująca się w gwiazdozbiorze Wielkiej Niedźwiedzicy. Skatalogował ją Wilhelm Tempel 12 lutego 1882 roku, błędnie sądząc, że to obiekt typu „mgławicowego”.